# Daptonema maeoticum
Daptonema maeoticum is een rondwormensoort uit de familie van de Xyalidae.